# Fujiwara no Kinsue
Fujiwara no Kinsue (藤原公季, [[[957]] - 1029] Erro: {{japonês}}: texto da transliteração contém caractere não latino (pos 18) (ajuda)), também conhecido como Kai-kō ou  Kan'in Kinsue, foi um estadista, membro da corte e político durante o período Heian da história do Japão.

## Vida
Este membro do clã Fujiwara foi filho de Morosuke. Sua mãe era a Princesa Imperial Koshi, filha do Imperador Daigo . Koshi morreu na infância de Kinsue; e este foi criado por sua irmã a Imperatriz Anshi, que era consorte do Imperador Murakami.
Kinsue tinha quatro irmãos: Kaneie, Kanemichi, Koretada e Tamemitsu.
Kinsue foi o fundador  do Ramo Kan'in (閑 院 家), que mais tarde se dividiu nos clãs Sanjō, Saionji, Tokudaiji e Toin.

## Carreira
Kinsue serviu na Corte durante os reinados dos Imperadores  Ichijo, Sanjo e Go-Ichijo.
Em 997 (3º ano de Chotoku, 7º mês): Kinsue foi promovido de Dainagon para o cargo de Naidaijin.
Em 1017 (1º ano de Kannin, 3º mês): Kinsue foi promovido a Udaijin.
Em 1021 (1º ano de Jian, 7º mês): Kinsue foi promovido ao cargo de Daijō Daijin..
Em 25 de novembro de 1029 (2º ano de Chōgen, 10º mês): Kinsue morre; foi postumamente chamado de Kai-kō. E recebeu o título de Jingi-kō (仁義公).

| Precedido por Fujiwara no Michinaga | 19º Daijō Daijin (1021 -1029) | Sucedido por Fujiwara no Yorimichi |
| Precedido por Fujiwara no Akimitsu  | 58º Udaijin (1017 -1021)      | Sucedido por Fujiwara no Sanesuke  |
| Precedido por Fujiwara no Korechika | 10º Naidaijin (997 -1017)     | Sucedido por Fujiwara no Yorimichi |